# Elecciones generales de Bolivia de 1888
Las elecciones generales de Bolivia de 1888 se llevaron a cabo en todo el país el día domingo 13 de mayo de 1888, con el objetivo de elegir al futuro Presidente de Bolivia para el periodo constitucional 1888-1892.  Alrededor 34 418 personas acudieron a las urnas para depositar su voto con el sistema electoral de voto calificado. Solo se presentaron dos candidatos presidenciales entre ellos Aniceto Arce representando al Partido Conservador y Eliodoro Camacho representando al Partido Liberal.
El candidato Aniceto Arce ganó estos comicios con más del 77 % de la votación total, logrando obtener el apoyo de 25 396 votos mientras que Camacho solamente obtuvo 7 183 votos (22 % de la votación). De esta manera se declaró a Arce como presidente electo democráticamente, mediante la Ley del 13 de agosto, asumiendo la presidencia dos días después, el 15 de agosto de 1888.